# Daan De Cooman
Daan De Cooman, né le 17 avril 1974 , est un judoka belge qui évolue parfois dans la catégorie des poids mi-moyens et parfois dans les poids moyens.
Il est membre du Judo Club Herzele dans la province de Flandre-Orientale.

## Palmarès
Daan De Cooman a fait plusieurs podiums dans des tournois internationaux.

Il a été sept fois champion de Belgique sénior :
| Chpt de Belgique | Chpt de Belgique | 1994 | 1995 | 1996 | 1997 | 1998 | 1999 | 2000 | 2001 | 2002 | 2003 | 2004 | 2005 | 2006 | 2007 | 2008 | 2009 |
| ---------------- | ---------------- | ---- | ---- | ---- | ---- | ---- | ---- | ---- | ---- | ---- | ---- | ---- | ---- | ---- | ---- | ---- | ---- |
| mi-moyens        | -78 kg           | 2e   | 2e   | 1er  |      |      |      |      |      |      |      |      |      |      |      |      |      |
| mi-moyens        | -81 kg           |      |      |      |      |      |      |      |      | 3e   |      |      |      |      |      |      |      |
| poids moyens     | -86 kg           |      |      |      | 1er  |      |      |      |      |      |      |      |      |      |      |      |      |
| poids moyens     | -90 kg           |      |      |      |      | 2e   | 1er  | 1er  | 2e   |      | 1er  | 3e   | 1er  | -    | -    | -    | 1er  |